# Nikolai Nikolajewitsch Kolomeizew

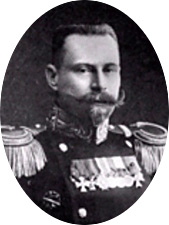
Nikolai Nikolajewitsch Kolomeizew

Nikolai Nikolajewitsch Kolomeizew (russisch Николай Николаевич Коломейцев; wissenschaftliche Transliteration Nikolaj Nikolaevič Kolomejcev, * 4. Julijul. / 16. Juli 1867greg. im Dorf Pokrowka, Gouvernement Cherson; † 6. Oktober 1944 in Paris) war ein russischer Marineoffizier und Polarforscher.

## Leben
Kolomeizew begann 1884 seinen Dienst in der Russischen Flotte. Er schloss 1887 seine Ausbildung an der Marine-Schule als Mitschman ab, worauf er den Jahreskurs am Kronstädter Observatorium absolvierte. Dann arbeitete er im Vermessungstrupp der Weißmeer-Hydrographie-Expedition.
1893 wurde Kolomeizew zum Leutnant befördert und überführte das Dampfschiff Leutnant Owzyn aus Großbritannien an die Jenissei-Mündung. Er führte dort dann als Mitglied der Expedition Leutnant Leonid Dobrotworskis Untersuchungen durch. Er absolvierte 1894 in St. Petersburg die Minenoffiziersklasse und fuhr dann bis 1895 auf dem Kreuzer Gaidamak auf dem Pazifik.
Kolomeizew wurde 1897 in die Reserve versetzt und fuhr auf Schiffen der Russischen Freiwilligen Flotte aus den russischen europäischen Häfen nach Wladiwostok und zurück.  Im Oktober 1899 wurde er nach der Rückkehr in den aktiven Dienst dem Sibirischen Geschwader zugeteilt und fuhr auf dem in Philadelphia gebauten Kreuzer Warjag.

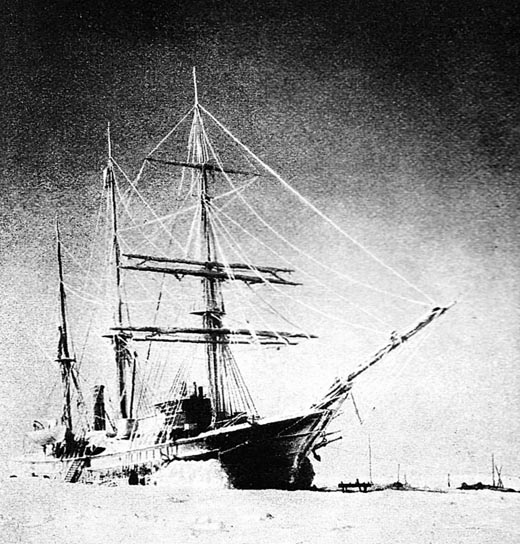
Sarja

Für Eduard von Tolls Polarexpedition (1900–1903) zur Erforschung der Taimyrhalbinsel und für die Suche nach dem vermuteten Sannikow-Land der Russischen Akademie der Wissenschaften wurde Kolomeizew zum Kommandanten des Expeditionsschiffs Sarja ausgewählt mit Fjodor Matissen als Assistenten. Die Sarja hatte Toll in Norwegen auf Empfehlung Fridtjof Nansens wegen der Ähnlichkeit mit dessen  Fram gekauft und von Colin Archer in Larvik für Polarfahrten verstärken und mit einer Dampfmaschine ausrüsten lassen. Im Juni 1900 verließ die Sarja Kronstadt und im Juli Alexandrowsk auf der Halbinsel Kola. 3. Offizier war Matissens Freund Alexander Koltschak. Als es während der ersten Überwinterung der Sarja nahe der Taimyr-Insel zu zunehmenden Streitigkeiten Tolls mit Kolomeizew kam, schickte Toll ihn auf eine lange Schlittenreise zur Organisation von Kohle-Lagern für die Sarja aufs Festland und machte Matissen zum Kommandeur der Sarja. Anfang 1901 bewältigte Kolomeizew mit dem Urjadnik (Unteroffizier) des Kosaken-Jakutien-Regiments Stepan Rastorgujew die 800 km lange Schlittenfahrt zur Jenissei-Mündung in 40 Tagen. Sie organisierten Kohle-Depots auf der Kotelny-Insel und in Dikson und brachten die Expeditionspost nach  Dudinka.

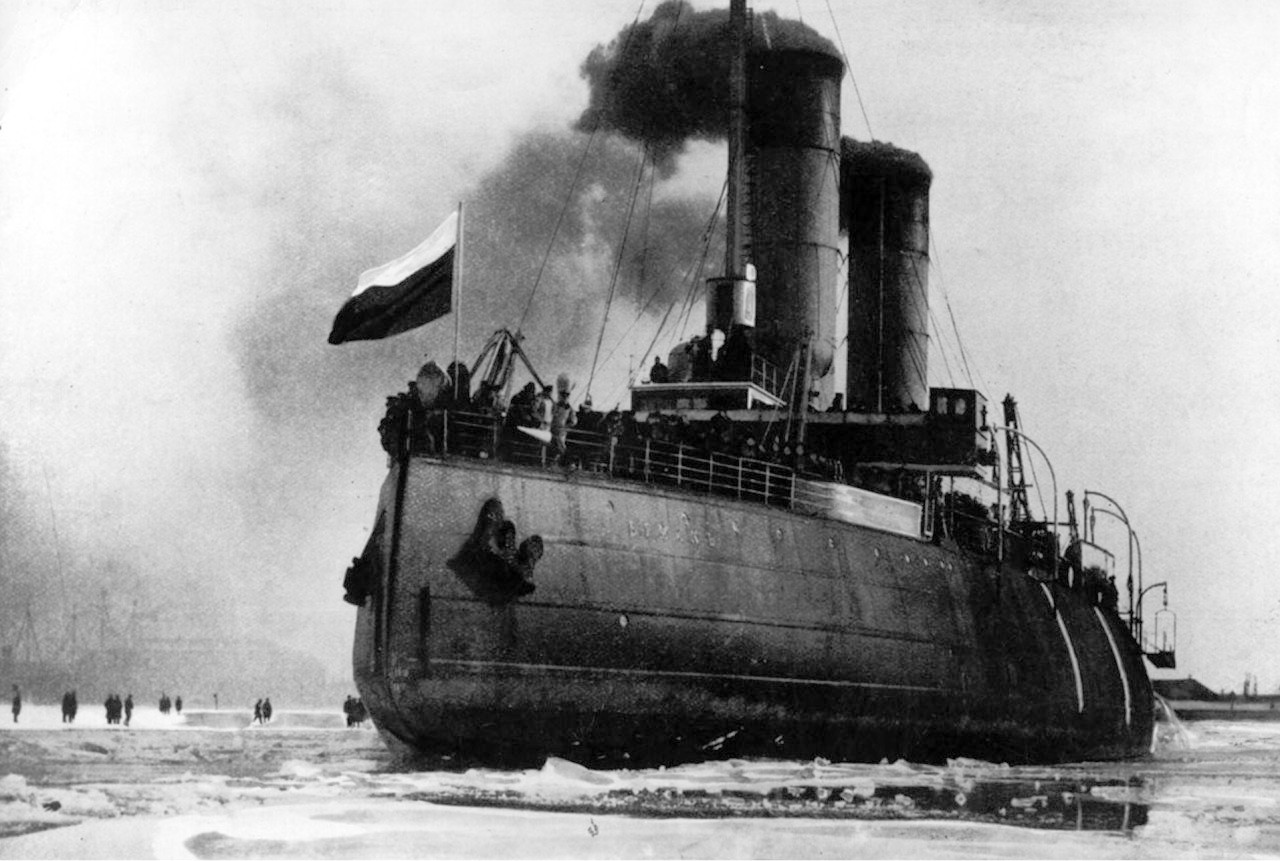
Jermak

Kolomeizew kommandierte 1902–1904 den Eisbrecher Jermak.
Im Russisch-Japanischen Krieg wurde Kolomeizew am 12. Juli 1904 Kommandeur des  Zerstörers Buiny des 2. Pazifik-Geschwaders. In der Seeschlacht bei Tsushima am 27. und 28. Mai 1905 nahm er am ersten Tag 200 Mann des untergegangenen Panzerschiffs Osljabja auf. Als um 17:30 h das Flaggschiff Knjas Suworow in Flammen stand, führte er die Buiny an die Luv-Seite der Suworow und übernahm den Vizeadmiral Sinowi Roschestwenski mit dem Stab des 2. Pazifik-Geschwaders. Als in der Nacht zum 28. Mai die Offiziere des Stabs für den Fall des Angriffs japanischer Schiffe die Kapitulationsvorbereitung vorschlugen, verbot Kolomeizew dies strikt. Die Buiny erlitt keine schweren Schäden, aber die Dampfmaschinen waren in einem schlechten Zustand, und die Kohlen gingen zur Neige, so dass Roschestwenski mit seinem Stab auf den Zerstörer Belowy wechselte, der einige Stunden später kampflos kapitulierte. Kolomeizew mit seiner Mannschaft und den Geretteten der Osljabja wechselte auf den Kreuzer Dmitri Donskoi und ließ die Buiny versenken. Er beteiligte sich am weiteren Kampf, wurde schwer verwundet und geriet beim Untergang der Dmitri Donskoi in Gefangenschaft. In dem späteren Gerichtsverfahren gegen Roschestwenski sagte Kolomeizew als Zeuge nur sehr zurückhaltend aus.
Im November 1906 wurde Kolomeizew Senior-Offizier des Panzerschiffs Andrei Perwosawanny. 1908 absolvierte er einen Marinewissenschaft-Kurs der St. Petersburger Seekriegsakademie und kommandierte dann den Kreuzer Almas. 1910 wurde er Kommandeur des Linienschiffs Slawa. Im Dezember 1913 wurde er zum Konteradmiral ernannt. Im Mai 1914 wurde er Chef der Kreuzer-Brigade der Baltischen Flotte mit den Kreuzern Gromoboi, Bajan, Admiral Makarow und Pallada. Im Ersten Weltkrieg kommandierte er ab September 1915 die Peipussee-Flottille bis März 1917 nach der Februarrevolution. Kurz vor der Oktoberrevolution wurde er aus Gesundheitsgründen im Rang eines Vizeadmirals aus dem Flottendienst entlassen.
Nach der Oktoberrevolution wurde Kolomeizew verhaftet und in die Peter-und-Paul-Festung eingeliefert. Ende 1918 flüchtete er über das Eis des Finnischen Meerbusens nach Finnland, um sich auf den Weg zum Schwarzen Meer zu begeben. Er schloss sich im Russischen Bürgerkrieg den weißen Streitkräften Südrusslands an und kommandierte die Schwarzmeer-Eisbrecher.
Nach der Auflösung der Streitkräfte Südrusslands und der Evakuierung der letzten Einheiten der Wrangel-Armee aus der Krim im November 1920 emigrierte Kolomeizew nach Frankreich und wurde Vorstandsmitglied des Verbands der ehemaligen Marineoffiziere und Vizevorsitzender des Verbands der Georgsritter.
Kolomeizew war seit 1909 mit Nina Dmitrijewna Nabokowa (1860–26. September 1944, Tochter des Justizministers Dmitri Nabokow) verheiratet, die 1880–1909 in 1. Ehe mit dem Kavallerie-General Eugen Rausch von Traubenberg verheiratet gewesen war. Sie war die Tante Vladimir Nabokovs, der Kolomeizew in seinem Erinnerungsbuch Andere Ufer erwähnte. Für ein Duell Wladimir Nabokows mit dem Redakteur Michail Suworin  wegen eines als  beleidigend empfundenen Artikels Nikolai Snessarews in der Nowoje wremja überbrachte Kolomeizew im Oktober 1911 Suworin die Duellforderung, die dieser abwies, so dass das Duell nicht stattfand.
Er starb in der Emigration in Paris am 6. Oktober 1944 bei einem Verkehrsunfall. Er wurde von einem Lastwagen der US-Army angefahren und tödlich verletzt. Kolomeizew ist auf dem Russischen Friedhof von Sainte-Geneviève-des-Bois begraben worden.
Kolomeizews Namen tragen eine Insel im Nordenskiöld-Archipel, eine Bucht und eine Meerenge in der Karasee, ein in den Taimyrgolf mündender Fluss, ein Berg auf der Rastorgujew-Insel in der Karasee und seit 1972 ein Vermessungsschiff.

## Ehrungen, Preise
- Silberne Rettungsmedaille (1890), dazu Schleife (1893), (1896)
- Offizierskreuz des Königlichen Ordens von Kambodscha (1895)
- Russischer Orden der Heiligen Anna III. Klasse (1895)[1]
- Bronzemedaille zur Erinnerung an kriegerische Ereignisse in China (1902)
- Sankt-Stanislaus-Orden III. Klasse mit Schwert (1904), I. Klasse (1916)[1]
- Orden des Heiligen Wladimir IV. Klasse mit Schwertern und Schleife (1904), III. Klasse (1913)
- Goldenes Schwert für Tapferkeit (1906)[1]
- Russischer Orden des Heiligen Georg IV. Klasse (1907)[1]
- Royal Victorian Order IV. Klasse (1908)
- Kommandeur der Ehrenlegion (1914)[1]
- Erinnerungsmedaille der Seeschlacht bei Hanko (1914)